# Unendlich (Mathematik)
In der Mathematik wird der Terminus unendlich zur näheren Charakterisierung einiger mathematischer Begriffe verwendet. In der Regel erfolgt damit eine Charakterisierung, die komplementär zum Begriff endlich ist.

## Überblick
Beispiele für Begriffe, die den Begriff „unendlich“ beinhalten, sind:
- unendliche Menge als komplementärer Begriff zur endlichen Menge,
- unendliche Ordinalzahl,
- unendliche Kardinalzahl,
- unendlichdimensionaler Vektorraum als komplementärer Begriff zum endlichdimensionalen Vektorraum.

Es gibt aber auch Begriffe wie den des unendlichen Produkts, bei dessen Definition weitergehende Eigenschaften als die Nicht-Endlichkeit der Faktorenanzahl gefordert wird. Ähnlich verhält es sich mit dem Begriff der unendlich großen Nicht-Standardzahl und dem Begriff eines unendlichen Grenzwertes.
Ein Beispiel für eine redundante Verwendung ist der Sprachgebrauch der unendlichen Reihe.
Unendliche Werte werden in der Mathematik durch das Unendlichzeichen {\displaystyle \infty } dargestellt. Dieses Symbol wurde 1655 von dem englischen Mathematiker John Wallis als Zeichen für eine abstrakte unendliche Größe eingeführt. Das Unendlichzeichen selbst steht aber für keine natürliche oder reelle Zahl. Beispiele für seine Verwendung sind:
- {\displaystyle [a,\infty )=\{x\in \mathbb {R} \mid x\geq a\}} oder {\displaystyle (-\infty ,b]} für unbeschränkte Intervalle,
- {\displaystyle \lim _{n\to \infty }a_{n}} für den Grenzwert einer konvergenten Folge {\displaystyle a_{n}},
- {\displaystyle \sum _{n=0}^{\infty }\,a_{n}=\lim _{m\to \infty }\sum _{n=0}^{m}\,a_{n}} für den Limes einer Reihe,
- {\displaystyle \int _{-\infty }^{\infty }\,f(t)\ \mathrm {d} t=\lim _{t\to -\infty }\int _{t}^{0}\,f(t)\ \mathrm {d} t+\lim _{t\to \infty }\int _{0}^{t}\,f(t)\ \mathrm {d} t} bei einem uneigentlichen Integral mit unbeschränktem Integrationsbereich,
- {\displaystyle \|x\|_{\infty }} für die Maximumsnorm oder die Supremumsnorm.

Unter den unendlichen Mengen gibt es noch Abstufungen:
- So sagt man, dass eine Menge fast alle Elemente einer unendlichen Grundmenge enthält, wenn sie alle Elemente bis auf endlich viele Ausnahmen enthält. Eng damit verwandt ist bei einem Maßraum der Begriff des fast sicheren Ereignisses. Mengen dieser beiden Typen sind (bei unendlichen Grundmengen) stets unendliche Mengen. Die Umkehrung gilt aber nicht.
- Auch unter den unendlichen Kardinal- und Ordinalzahlen gibt es Abstufungen, die sich in Größenbeziehungen widerspiegeln. Diese entsprechen Inklusionsrelationen der zugrundeliegenden Mengen.

Auch in der Topologie – wie etwa bei der Alexandroff-Kompaktifizierung – und ebenfalls in der Geometrie – insbesondere bei der Konstruktion projektiver Geometrien – tritt der Begriff auf. Hier werden Mengen um Elemente erweitert, wobei die so hinzugenommenen Elemente aufgrund der intuitiven Vorstellung als unendlich ferne Punkte bezeichnet werden.
In den bisherigen Beispielen von Begriffen stand das Adjektiv unendlich in seiner intuitiven Wortbedeutung für unendlich groß, unendlich viele beziehungsweise unendlich weit entfernt. Namensgebend für die Infinitesimalrechnung waren historisch verwendete unendlich kleine Größen, wobei es einen großen, insbesondere auf Karl Weierstraß zurückgehenden Fortschritt bedeutete, solche Konstruktion zu vermeiden.

## Unendliche Menge
Eine unendliche Menge nennt man eine Menge, deren Elemente-Anzahl nicht endlich, also nicht gleich einer natürliche Zahl oder null ist. Bei einer Menge {\displaystyle M} ist das gleichbedeutend damit, dass es keine natürliche Zahl {\displaystyle n} gibt, für die eine Bijektion, das heißt eine „eins-zu-eins-Zuordnung“,
{\displaystyle f\colon M\rightarrow \{0,\dotsc ,n-1\}}
existiert.
Beispiele:
- die Menge der natürlichen Zahlen,
- die Menge der rationalen Zahlen (Brüche) zwischen 0 und 1,
- die Menge der reellen Zahlen zwischen 0 und 1.

Die Existenz unendlicher Mengen ist Gegenstand des Unendlichkeitsaxioms der axiomatisch begründeten Zermelo-Fraenkel-Mengenlehre.

## Analysis: Bestimmte Divergenz
Eine Folge {\displaystyle x_{1},x_{2},x_{3},\dotsc } reeller Zahlen weist eine bestimmte Divergenz gegen unendlich auf, wenn jede beliebig vorgegebene reelle Zahl von fast allen Folgengliedern überschritten wird. Symbolisch schreibt man in diesem Fall, in dem man auch von einer uneigentlichen Konvergenz spricht, auch
{\displaystyle \lim _{n\to \infty }x_{n}=\infty .}
Analog schreibt man im Fall einer bestimmten Divergenz gegen minus unendlich
{\displaystyle \lim _{n\to \infty }x_{n}=-\infty .}
Für solche Sachverhalte lassen sich auch „Rechenregeln“ formulieren wie
{\displaystyle a+\infty =\infty .}
Eine solche Rechenregel muss aber stets als Aussage über uneigentliche Grenzwerte verstanden werden. So steht die gerade angeführte Rechenregel für den folgenden Sachverhalt:
Sind {\displaystyle (a_{n})} und {\displaystyle (b_{n})} zwei Folgen reeller Zahlen, so dass {\displaystyle (a_{n})} gegen {\displaystyle a} konvergiert und {\displaystyle (b_{n})} bestimmt gegen unendlich divergiert, dann divergiert auch die Folge {\displaystyle (a_{n}+b_{n})} bestimmt gegen unendlich.

## Kompaktifizierungen
Uneigentliche Grenzwerte lassen sich im Blickwinkel der Topologie im Rahmen einer sogenannten Kompaktifizierung als Grenzwert auffassen, nun aber in einem topologischen Raum {\displaystyle \mathbb {R} \cup \{+\infty ,-\infty \}}, bei dem die reellen Zahlen {\displaystyle \mathbb {R} } um zwei Elemente erweitert werden. Dabei kann man sich die beiden hinzugenommenen Elemente intuitiv als unendlich entfernte Punkte auf der Zahlengerade vorstellen.
Zu beachten ist aber, dass es auf der so erweiterten Menge nicht möglich ist, arithmetische Operationen mit den bekannten Rechenregeln zu definieren. Auch gibt es andere Kompaktifizierungen, die in Bezug auf die Konvergenz von Folgen zu anderen Aussagen führen. Ein Beispiel ist die Einpunktkompaktifizierung {\displaystyle \mathbb {R} \cup \{\infty \}} mit nur einem zusätzlichen, „unendlichen“ Element. Dort konvergiert die Folge
{\displaystyle (1,-2,3,-4,5,-6,\dotsc )},
die aber nicht in der Zweipunktkompaktifizierung {\displaystyle \mathbb {R} \cup \{+\infty ,-\infty \}} konvergiert.
Eine Kompaktifizierung eines topologischen Raumes eignet sich auch zur Untersuchung von stetigen Funktionen, die auf diesem topologischen Raum definiert sind. Dazu müssen die betreffenden Funktionen auf die Kompaktifizierung stetig fortgesetzt werden können.

Stereografische Projektion: Darstellung der unendlichen Ebene als endliche Kugel

Im Bereich der Funktionentheorie wird zur Untersuchung von holomorphen und meromorphen Funktionen die Einpunktkompaktifizierung {\displaystyle \mathbb {C} \cup \{\infty \}} verwendet, die man auch als Riemannsche Zahlenkugel bezeichnet.
Eine Verallgemeinerung der Einpunktkompaktifizierung {\displaystyle \mathbb {R} \cup \{\infty \}} der reellen Zahlen (und entsprechend von {\displaystyle \mathbb {C} \cup \{\infty \}}) ist der {\displaystyle n}-dimensionale projektive Raum {\displaystyle \mathbb {P} ^{n}(\mathbb {R} )}. Er entsteht aus dem {\displaystyle n}-dimensionalen euklidischen Raum {\displaystyle \mathbb {R} ^{n}} durch Punkte, die man intuitiv als unendlich fern auffassen kann und die mit den Geraden durch den Nullpunkt korrespondieren.
Zur Konstruktion des projektiven Raums: {\displaystyle \mathbb {P} ^{n}(\mathbb {R} )} ist definiert als Menge aller
Geraden durch den Nullpunkt des {\displaystyle \mathbb {R} ^{n+1}}. Eine Einbettung des euklidischen Raums {\displaystyle \mathbb {R} ^{n}} in den projektiven Raum {\displaystyle \mathbb {P} ^{n}(\mathbb {R} )} ergibt sich dadurch, dass man einerseits den {\displaystyle \mathbb {R} ^{n}} mit einer affinen Hyperebene im {\displaystyle \mathbb {R} ^{n+1}}, die nicht den Nullpunkt enthält, identifiziert und andererseits die durch den Nullpunkt verlaufenden Geraden im {\displaystyle \mathbb {R} ^{n}}, die nicht parallel zu dieser affinen Hyperebene liegen, mit ihren Schnittpunkten mit dieser Hyperebene.

## Projektive Ebene
Die gerade beschriebene Konstruktion kann im Fall der euklidischen Ebene {\displaystyle \mathbb {R} ^{2}} auch im Sinne der affinen Geometrie interpretiert werden. Dabei wird jede Gerade um einen „unendlich fernen“ Punkt erweitert, nämlich durch den Punkt, der durch diejenige Gerade durch den Nullpunkt repräsentiert wird, die zur gegebenen Gerade parallel verläuft. Damit schneiden sich zwei Parallelen, die von der euklidischen Ebene auf die projektive Ebene erweitert werden, in diesem gemeinsamen unendlich fernen Punkt.

## Nichtstandardanalysis
Grundlage der Nichtstandardanalysis ist der geordnete Körper der hyperreellen Zahlen, der die reellen Zahlen als Teilkörper enthält. Der Körper der hyperrellen Zahlen enthält sowohl infinitesimal benachbarte Zahlen wie auch unendlich große Zahlen.
Unendlich große Zahlen gibt es auch in der Klasse der surrealen Zahlen und in der Unterklasse der kombinatorischen Spiele. Dabei bilden die hyperrellen Zahlen eine Teilmenge der surrealen Zahlen.

## Kardinalzahlen
Wie bei endlichen Mengen können auch zwei unendliche Mengen daraufhin untersucht werden, ob sie die gleiche Mächtigkeiten besitzen. Dies ist per Definition genau dann der Fall, wenn es eine Bijektion zwischen ihnen gibt. Mengen gleicher Mächtigkeit werden durch eine übereinstimmende Kardinalzahl gekennzeichnet. Bei einer endlichen Menge handelt es sich bei der Kardinalzahl um die Anzahl der Elemente.
Unterschiedliche Mächtigkeiten besitzen insbesondere die beiden Mengen der natürlichen und reellen Zahlen, was erstmals von Georg Cantor, dem Begründer der Mengenlehre, bewiesen wurde. Der einfachste Beweis verwendet Cantors zweites Diagonalargument, das dahingehend verallgemeinert werden kann, dass eine Menge stets eine andere Mächtigkeit besitzt als ihre Potenzmenge.
Die Kardinalzahl der Menge der natürlichen Zahlen besitzt unter Verwendung des hebräischen Buchstabens {\displaystyle \aleph } (Aleph) die Bezeichnung {\displaystyle \aleph _{0}}. Mengen dieser Kardinalität heißen abzählbar. Unendliche Mengen, die nicht abzählbar sind, heißen überabzählbar. Die Kardinalzahl der reellen Zahlen ist {\displaystyle 2^{\aleph _{0}}}, weil die Menge der reellen Zahlen gleichmächtig zur Potenzmenge der natürlichen Zahlen ist.
Die beiden wichtigsten Beispiele für abzählbare Mengen sind (neben der Menge der natürlichen und der ganzen Zahlen) die Menge der rationalen Zahlen (Beweis mit Cantors erstem Diagonalargument) und dann noch die Menge der algebraischen Zahlen. Mit letzterem Beispiel und der Erkenntnis, dass nur abzählbar viele algebraischen Zahlen existieren, ist, da die Menge der reellen Zahlen überabzählbar ist, einer der ersten großen Triumphe Georg Cantors (gefunden 1874) und der Mengenlehre verbunden. Denn dies zieht nach sich, dass nicht alle reellen Zahlen algebraisch sein können, und führt folglich zu dem Nachweis, dass es transzendente Zahlen geben muss.
Bereits Cantor vermutete die sogenannte Kontinuumshypothese, gemäß der jede unendliche Teilmenge der reellen Zahlen entweder abzählbar oder gleichmächtig zur Menge der reellen Zahlen ist.

## Ordinalzahlen
Wie bei Kardinalzahlen kann auch jede Ordinalzahl durch eine Menge repräsentiert werden. Betrachtet werden allerdings nur wohlgeordnete Mengen, wobei zwei Mengen, zwischen denen ein Ordnungsisomorphismus existiert, die gleiche Ordinalzahl definieren. Zum Beispiel repräsentieren die beiden Mengen {\displaystyle \mathbb {N} } und {\displaystyle 2\mathbb {N} } mit den Ordnungen
{\displaystyle 1<2<3<4<\cdots }
bzw.
{\displaystyle 2<4<6<8<\cdots }
übereinstimmend die Ordinalzahl {\displaystyle \omega }. Die Ordinalzahl {\displaystyle \omega +1} wird repräsentiert durch die Menge {\displaystyle \mathbb {N} } mit der Ordnung
{\displaystyle 2<3<4<\cdots <1}.
Die Ordinalzahl {\displaystyle \omega +\omega } lässt sich mit der Menge {\displaystyle \mathbb {N} } und folgender (in Anbetracht ihrer Bezeichnung vom Standard abweichender) Ordnung repräsentieren:
{\displaystyle 1<3<5<\cdots <2<4<6<\cdots }.

## Kontroversen über die Existenz nicht endlicher Mengen
Die vorstehend beschriebenen Begriffe sind in Bezug darauf, ob, auf welcher Basis und wie solche Begriffe formal definiert werden können, Gegenstand historischer Kontroversen über grundlegende Annahmen der Mathematik gewesen. Heute gilt als bewährter und weithin akzeptierter Rahmen für die Mathematik die Zermelo-Fraenkel-Mengenlehre inklusive des Auswahlaxioms (abgekürzt ZFC), auch wenn deren Widerspruchsfreiheit aufgrund von Gödels Zweitem Unvollständigkeitssatz in ZFC selbst nicht beweisbar ist. Abseits dieses „Mainstreams“ existieren aber weitere „Schulen“ von Konstruktivisten, Finitisten und Ultrafinitisten, die ihre parallele Berechtigung in einem Verzicht auf bestimmte Axiome oder Schlussweisen finden.